# 宋儀望
宋儀望（1514年—1578年），字望之，號陽山、暘山、洋山，更號華陽，江西承宣布政使司吉安府永豐縣（今江西省永豐縣）人，明朝政治人物。

## 生平
嘉靖二十五年（1546年）丙午科江西乡试第三十名举人，嘉靖二十六年（1547年），登丁未科会试第269名，三甲163名进士，授吳縣知縣，有政績，三十一年正月选授河南道试監察御史，七月实授。三十三年巡按山西，彈劾大將軍仇鸞挾寇自重。后巡鹽河東，称病归省。复除御史原职，掌河南道并绾七道印，三十六年八月监视正朝门楼工程。同年十月檢舉胡宗憲、阮鶚貪污，至此得罪嚴嵩。三十七年九月以门工完成，升大理寺添注右寺丞，三十八年三月正任就任右寺丞，丁母憂。四十年五月考察，貶夷陵知州。嚴嵩死后，起用任山东霸州兵備僉事，升河南大名兵備副使，改福建海道副使，兼任监军，與總兵官戚繼光合兵擊退倭寇。以事降二级。
隆慶二年（1567年），補四川僉事。五年八月升本省副使，十一月调任福建提学副使，六年十月升福建右参政，萬曆元年（1573年）三月升太仆寺少卿，九月四遷至大理寺右少卿。萬曆二年二月，張居正舉薦擔任右僉都御史、巡撫應天諸府，三年十二月升右副都御史，照旧巡抚。萬曆四年十月，升遷南京大理寺卿。五年十月，改北京大理寺卿，十二月被科道纠拾，调用南京。他從師聶豹后跟隨王守仁、鄒守益、歐陽德等人。家居數月，于萬曆六年（1578年）去世，年六十五，赐祭葬。著有《華陽館集》。

## 家族
曾祖宋邦鉉。祖父宋魁昂，號隐閒；祖母郭孺人。父亲宋聞義（1464年-1535年），名聞，以字行，號坦菴。前母嚴氏，母钟氏，封太孺人，生子宋鳳、宋掀、宋倣、宋儀望。儀望五子宋瑜、宋琦、宋珝、宋玘、宋珽。

## 延伸阅读
[在维基数据编辑]
 《國朝獻徵錄·卷之六十八》，出自焦竑《國朝獻徵錄》
 《明史卷二百二十七》，出自《明史》